# Victor Sahini
Victor Emanuel Sahini (n. 30 august 1927, Galați – d. 14 iulie 2017, București) a fost un chimist român, membru titular (1990) al Academiei Române.

## Studii
Primii ani de viață i-a petrecut la Galați. După mutarea familiei în București, a urmat Liceul „Gheorghe Lazăr” și apoi cursurile Facultății de Chimie a Universității din București, pe care le-a absolvit ca student eminent în 1950.
A efectuat mai multe stagii de perfecționare în străinătate, specializându-se în domeniul spectroscopiei la Școala Tehnică Superioară din Dresda (1959) și în domeniul chimiei cuantice la Institutul de Chimie Generală și Anorganică din Moscova (1960), la  Institutul  de  Chimie Macromoleculară din Sankt Petersburg (1960) și la Departamentul de Chimie Teoretică de la Universitatea din Cambridge (1960).
A obținut titlul de doctor în științe chimice în anul 1962, cu teza Contribuții la teoria legăturii coordinative, și titlul de doctor docent în 1970.

## Activitate didactică
Și-a început cariera didactică și științifică ca preparator în recent înființata Catedră de Chimie Fizică, sub conducerea Acad. Prof. Dr. Ilie G. Murgulescu. A urmat o carieră de aproape șase decenii în aceeași catedră, parcurgând pe rând toate treptele ierarhiei didactice, asistent, șef de lucrări (1955), conferențiar (1962), profesor (1968).
În perioada 1970-1972 a fost prorector al Universității din București și, ulterior (1973-1975), director adjunct al Centrului de Chimie Fizică din București.
Pe data de 28 ianuarie 1977 prin adresa Ministerului Educației și Învățământului nr. 84513/1977, Victor Sahini a fost numit în funcția de șef al Catedrei de chimie fizică și tehnologie electrochimică, la Institutul Politehnic București, pe perioada 1976/1980.

## Activitate de cercetare
Activitatea sa științifică s-a dezvoltat cu deosebire în domeniul chimiei fizice, spectroscopiei moleculare, chimiei fizice biologice, chimiei  cuantice. Este autorul unor importante studii privind structura electronică a unor radicali liberi. Cercetărilor sale li se datorează valoroase contribuții la elucidarea caracterului parțial ionic al legăturii covalente coordinative, la elaborarea unui criteriu definitoriu în cazul hidrocarburilor aromatice și la elaborarea unei metode de calcul a refracției individuale a ionilor. Rezultatele cercetărilor sale se  regăsesc în numeroase volume de autor sau în colaborare, în studii apărute în reviste de prestigiu din țară și din străinătate.
Prin prestigioasa sa activitate științifică și didactică, acad. Victor Emanuel Sahini a contribuit la dezvoltarea chimiei fizice în România, la recunoașterea și prestigiul școlii de chimie fizică în comunitatea științifică internațională, fiind aproape patru decenii președintele comitetului de organizare al Conferințelor Naționale și Internaționale de Chimie Fizică din România.

## Recunoaștere
Datorită remarcabilei sale activități științifice, a fost ales membru al Academiei Române în 1990, după ce devenise membru corespondent al acesteia din 1963. A fost președintele Comisiilor de Chimie Cuantică și de Spectroscopie Moleculară ale Academiei Române, a fost Director al Bibliotecii Academiei Române (1980-1994) și editor al celei mai importante reviste de chimie din România, Revue Roumaine de Chimie (1964-1990).
A fost membru al Academiei Oamenilor de Știință din România și director onorific al Institutului de Chimie Fizică “I.G. Murgulescu” al Academiei Române.
A fost înmormântat la Cimitirul Bellu, cu onoruri militare.

## Distincții
- Ordinul național Steaua României în grad de Ofițer (Decretul 522 din 1 decembrie 2000)[7]
- Doctor honoris causa al Universității de Vest din Timișoara (2002).[8]

## Lucrări
- Contribuții la teoria legăturii coordinative, Teza de doctorat (1962)
- Nimic nu se pierde, nimic nu se creează, totul se transformă, colecția Mari descoperiri, Editura Științifică, 1965
- Introducere  în  spectroscopia experimentală, (1966)
- On tetracoordinated complexes, (1968)
- Introducere în chimia fizică, (1978), alături de Ilie G. Murgulescu
- Structura și proprietățile moleculelor, (1978)
- Nuclear magnetic resonance study of self-association equilibria of aromatic amines in carbon tetrachloride, (1979)
- Chimie cuantică, (1985)
- Calculul coeficienților de partiție pe baza densității de sarcină atomică. Compuși cu azot și oxigen, (1988)
- Kinetics  oxidation  of aminoacids  by some  free  stable  hydrazyl  radicals, (2000)
- Optical  rotatory  dispersion  of some  bovine  serum  albumine  conformers, (2005)
- Structural  modification  of  conformers resultings  from  different  albumin  refolding  dynamics, (2007)

### Articole
- Amintiri din activitatea de peste o jumătate de veac a doamnei acad. Maria Brezeanu, Academica, 2004, 14, nr. 25, p. 63-64
- Marie Curie – o mare personalitate științifică (135 ani de la naștere), emisiunea Universitatea Radio la Radio România Cultural, 13 nov. 2002, ora 11.05